# Lea Foli
Lea Foli (* 8. September 1933 in Kelowna, British Columbia; † 9. Dezember 2024) war ein kanadischer Geiger und Musikpädagoge.

## Leben
Foli studierte Violine bei William Gratch, Gregori Garbovitsky, Clifford Evens, Esther Glazer, Oscar Shumsky und Ivan Galamian. Er war von 1954 bis 1960 Mitglied des Vancouver Symphony Orchestra und des CBC Vancouver Chamber Orchestra und von 1960 bis 1966 Konzertmeister des Winnipeg Symphony Orchestra. 1959 gründete er das Corydon Trio (mit Gerald Stanick und Claude Kenneson, später Peggy Sampson), mit dem er bis 1962 jährlich am Stratford Festival teilnahm.
Von 1969 bis 1988 war er Konzertmeister des Minneapolis Symphony Orchestra, mit dem er als Solist u. a. Werke von Béla Bartók, Alban Berg, Paul Hindemith und William Schuman aufführte. Als Solist trat er auch mit dem National Arts Centre Orchestra, den Toronto Symphony Orchestra, dem Edmonton Symphony Orchestra und dem Vancouver Symphony Orchestra auf.
Von 1966 bis 1976 beteiligte er sich als Musiker und Lehrer am Aspen Festival. Außerdem unterrichtete er am Courtenay Youth Music Centre, dem Banff Centre for the Arts, dem George Brown College in Toronto und dem Interlochen Center for the Arts und war Professor für Violine an der University of Minnesota, wo er zu den Gründungsmitgliedern des University of Minnesota String Quartet gehörte.